# Строгова Наталія Євгенівна
Наталія Євгенівна Строгова (нар.26 грудня 1992) — українська легкоатлетка, спринтерка, учасниця Олімпійських ігор 2016 року.

## Основні досягнення
| Рік  | Чемпіонат        | Місце проведення         | Місце  | Результат |
| ---- | ---------------- | ------------------------ | ------ | --------- |
| 2015 | Чемпіонат світу  | Пекін, Китай             | 30 (q) | 23.25 м   |
| 2016 | Олімпійські ігри | Ріо-де-Жанейро, Бразилія | 61     | 23.69     |